# Arben Basha
Arben Basha (* 1947 in Tirana) ist ein albanischer Filmkulissenmaler.

## Leben und Werk
Arben Basha ist hauptsächlich für seinen Beitrag zum sozialistisch-realistischen Film Albaniens bekannt. Der erste Film, an dem er beteiligt war, ist Thirrja. Basha war viele Jahre Kulissenmaler beim Kinostudio Shqipëria e Re und an etlichen Auftragsfilmen beteiligt. Auf der documenta 14 stellte Arben Basha die Malerei I Will Write (1971) aus.